# セックスを例える野球の比喩

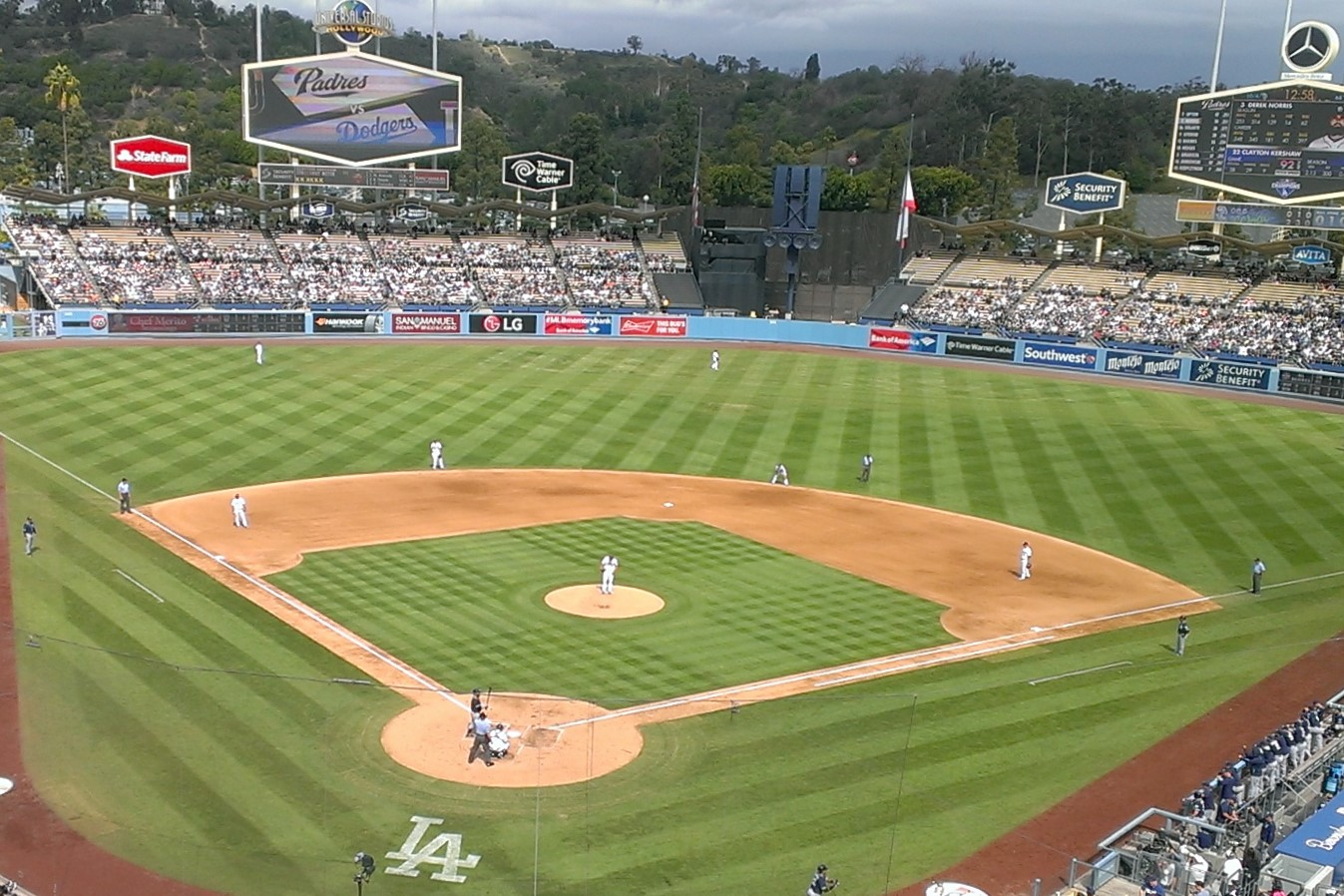
すべてのベースを示す野球のダイヤモンド

この項目では、セックスを例える野球の比喩について解説する。

## セックスを例える野球の比喩
アメリカの若者の間では、野球で用いられる表現がしばしば性的な関係や出会いを婉曲に表現する際に用いられることがある。比喩の中では、戦後に流行ったものであるが、性的な行動が野球の試合で行われる行動に紐づけて表現されている。

### 詳細
用いられる比喩表現では基本的に身体的親密度が表現されている。(一般的には異性の関係を示している) 定義は様々であるが、以下が基本的なこの比喩の使用用途である。
- 一塁打:　口づけなど 特にフレンチキッス
- 二塁打:　肌と肌どうしの接触や、胸の接触。服の上から性感帯を触ることを指すこともある。
- 三塁打:　腰より下の部分に触れること(挿入などはない)　または口、手で性器に触れることを含むこともある。
- 本塁打(ホームラン):　挿入までを含んだ性関係が存在すること

さらに
- 三振:　性的交渉やペッティング交渉に失敗したこと

さらに
- ピッチング:　男がアナルセックスをすること
- キャッチング:　男がアナルセックスを受けること

他の似たような比喩として以下のようなものも存在する
- スイッチバッター:　バイセクシャルの人、両方の性別と性交渉をできる人も指す
- 他のチームと試合をする:　ゲイやレズビアンの人を指す
- 両チームと試合をする: バイセクシャルの人を指すことが多い

この比喩は様々な人気アメリカンカルチャーにみられ、有名な例としてはMeat Loafの曲にある"Paradise by the Dashboard Light"がある。これは若いカップルが"making out"していたり、カップルの行動が野球の用語で比喩されているものがみられる。よく似た例としてはBilly Joelの曲で"Zanzibar"というものがある。"Me, I'm trying just to get to second base and I'd steal it if she only gave the sign. She's gonna give the go ahead, the inning isn't over yet for me."(俺、二塁打を打とうとして、サインが出たら二塁へ向かおうとした。彼女はGoサインをだした、まだこの回は僕のとっては終わってないよ)という歌詞がある。Trace AdkinのSwingという歌も同じコンセプトに基づいている。

### 性教育
教育者たちはこの野球の例えが中学校における性教育においてとても効果的だとわかった。世界的な心理学者のリーマンとベルは、すべての親たちが子供たちと思春期について話しやすくなるために書いた彼らの著書、「チキンのための子供と性について腹を割って話すための本」の中でファーストベース(首より上の意)、セカンドベース（首から上半身の意）、サードベース（下半身の意）、ホームプレート（合体の意）のトピックスを紹介している。

## 参考サイト
- Dale, David (2004年2月10日). “Strike me lucky, it just isn't cricket”. The Sun-Herald